# Leptostylum fasciata
Leptostylum fasciata là một loài ruồi trong họ Tachinidae.